# Muzeum Brandhorstových
Muzeum Brandhorstových (německy Museum Brandhorst) v Mnichově je muzeum moderního umění v blízkosti Pinakotéky moderny. Zakládá se na sbírce umění jeho mecenášů Uwa a Anette Brandhorstových a bylo otevřeno roku 2009. V expozici jsou výrazně zastoupeni zejména tito umělci: Cy Twombly, Andy Warhol, Joseph Beuys, Damien Hirst, Sigmar Polke, John Chamberlain, Bruce Nauman a Eric Fischl.